# Richard Krajicek
Pour les articles homonymes, voir Krajíček.
Richard Peter Stanislav Krajicek, né le 6 décembre 1971 à Rotterdam, est un ancien joueur de tennis néerlandais d'origine tchèque.
Professionnel de 1989 à 2003, il a remporté dix-sept titres en simple messieurs, dont le tournoi de Wimbledon en 1996, ainsi que deux Masters 1000, à Stuttgart en 1998 ainsi qu'à Miami en 1999.
Joueur incontournable des années 1990, il a notamment atteint les demi-finales de l'Open d'Australie en 1992, de Roland-Garros en 1993, de Wimbledon en 1998, ainsi que du Masters en 1996.
Seul joueur néerlandais à avoir remporté un tournoi du Grand Chelem, Krajicek a achevé quatre saisons dans le top dix mondial, en 1992, 1996, 1998 et 1999, et atteint son meilleur classement en mars 1999 à la quatrième place mondiale.
Diminué par une blessure au coude, il se retire du circuit ATP en 2003.
En dépit de ses prises de positions envers les joueuses du circuit WTA,, il a été gratifié de deux distinctions durant sa carrière, le ATP Arthur Ashe Humanitarian award en 2000 ainsi que  le Comeback Player of the Year award en 2002.

## Carrière
Richard Krajicek entre sur le circuit professionnel en 1989 et remporte son premier titre ATP deux ans plus tard, à Hong Kong. 
En 1992, il atteint la demi-finale de l'Open d'Australie en prenant le dessus sur Michael Chang et Michael Stich dans les tours précédents. L'année suivante, il se qualifie une nouvelle fois dans le dernier carré d'un tournoi du Grand Chelem, cette fois à Roland-Garros, où il est dominé par le tenant du titre, Jim Courier, en quatre sets.
Il connaît son heure de gloire en 1996, année où il atteint la finale du Masters de Rome, où il est battu par Thomas Muster, mais surtout en remportant le tournoi de Wimbledon. À cette occasion, il domine en finale MaliVai Washington sur le score de 6-3, 6-4, 6-3, après avoir éliminé Pete Sampras en quarts de finale à la surprise générale. Cette défaite est la seule de l'Américain à Wimbledon entre 1993 et 2000 inclus, ce qui prouve l'ampleur de l'exploit réalisé par le Néerlandais, qui est aussi l'un des très rares joueurs à compter plus de victoires (6) que de défaites (4) contre l'Américain. À l'issue de la saison, il entre dans le dernier carré du Masters, où il est défait par l'Allemand Boris Becker.
Richard Krajicek renoue avec le succès à Wimbledon en 1998, où il accède à la demi-finale, au terme de laquelle il s'incline face à Goran Ivanišević au meilleur des cinq sets, dont un 15-13 au cinquième set. Cette même année, il s'impose au Masters 1000 de Stuttgart en évinçant Michael Stich en finale sur le score de 7-6, 6-3, 6-7, 1-6, 6-3.
En 1999, il remporte le Masters de Miami au détriment du Français Sébastien Grosjean, et se qualifie pour les quarts de finale de l'US Open, où il est battu par Ievgueni Kafelnikov. Il devient par ailleurs le joueur à avoir inscrit le plus grand nombre d'aces en carrière, un record qui sera battu plus tard par plusieurs joueurs dont Sampras, Andy Roddick, Roger Federer, John Isner ou encore Ivo Karlović.
Il ne joue pas la saison 2001 et ne revient qu'en juin 2002 à Bois-le-Duc où il perd au premier tour contre Roger Federer. Arrivé à Wimbledon en étant classé no 1093 mondial, il entre dans le tableau grâce à un classement protégé, et bat Mark Philippoussis en huitièmes de finale dans une bataille de grands serveurs (62-7, 7-64, 61-7, 7-65, 6-4). Il est dominé au tour suivant par Xavier Malisse.
Il met fin à sa carrière en 2003 après dix-sept tournois remportés en simple et trois en double. Son meilleur classement est 4e mondial en 1999. Il devient directeur du tournoi de Rotterdam en février 2005, un tournoi qu'il a remporté à deux reprises en 1995 et 1997.
En 1999, Richard Krajicek épouse Daphne Deckers, un mannequin néerlandais qui a fait une apparition dans un des James Bond : Tomorrow Never Dies. Il a une demi-sœur, Michaëlla Krajicek, qui a également joué au tennis et fut numéro 1 mondiale en juniors en 2004 et devint professionnelle à 16 ans en 2005.
En vue du tournoi de Wimbledon 2016, Stanislas Wawrinka intègre Richard Krajicek dans son encadrement technique. Cette même année, il devient l'entraîneur du joueur canadien Milos Raonic.

## Style de jeu
Doté d'un gabarit impressionnant, Krajicek était un serveur puissant, capable d'inscrire des aces avec une immense régularité. S'appuyant sur cette première balle souvent décisive et délicate à retourner, il n'hésitait pas à monter au filet afin de conclure à la volée, où il faisait preuve d'une certaine efficacité. Son coup droit, frappé à plat ou légèrement slicé, était l'un des plus ravageurs des joueurs de son époque. Ce type de jeu, efficace et brutal, lui a permis de briller sur toutes les surfaces, de la terre battue au gazon en passant par les surfaces dures intermédiaires et rapides.

## Parcours dans les tournois duGrand Chelem

### En simple
| Année | Open d'Australie | Open d'Australie | Internationaux de France | Internationaux de France | Wimbledon       | Wimbledon     | US Open         | US Open       |
| ----- | ---------------- | ---------------- | ------------------------ | ------------------------ | --------------- | ------------- | --------------- | ------------- |
| 1991  | 1/8 de finale    | C. Caratti       | 2e tour (1/32)           | M. Stich                 | 3e tour (1/16)  | A. Agassi     | 1er tour (1/64) | I. Lendl      |
| 1992  | 1/2 finale       | J. Courier       | 3e tour (1/16)           | D. Pérez                 | 3e tour (1/16)  | A. Boetsch    | 1/8 de finale   | S. Edberg     |
| 1993  | 2e tour (1/32)   | T. Witsken       | 1/2 finale               | J. Courier               | 1/8 de finale   | A. Agassi     | 1/8 de finale   | A. Medvedev   |
| 1994  | —                | —                | 3e tour (1/16)           | M. Tillström             | 1er tour (1/64) | D. Cahill     | 2e tour (1/32)  | C. Costa      |
| 1995  | 2e tour (1/32)   | M. Ondruska      | 2e tour (1/32)           | A. Ilie                  | 1er tour (1/64) | B. Shelton    | 3e tour (1/16)  | M. Tebbutt    |
| 1996  | 3e tour (1/16)   | J.-P. Fleurian   | 1/4 de finale            | I. Kafelnikov            | Victoire        | M. Washington | 1er tour (1/64) | S. Edberg     |
| 1997  | —                | —                | 3e tour (1/16)           | P. Rafter                | 1/8 de finale   | T. Henman     | 1/4 de finale   | G. Rusedski   |
| 1998  | —                | —                | 3e tour (1/16)           | C. Pioline               | 1/2 finale      | G. Ivanišević | 3e tour (1/16)  | T. Johansson  |
| 1999  | 3e tour (1/16)   | W. Ferreira      | 2e tour (1/32)           | V. Spadea                | 3e tour (1/16)  | L. Manta      | 1/4 de finale   | I. Kafelnikov |
| 2000  | 2e tour (1/32)   | N. Escudé        | 3e tour (1/16)           | À. Corretja              | 2e tour (1/32)  | W. Ferreira   | 1/4 de finale   | P. Sampras    |
| 2001  | —                | —                | —                        | —                        | —               | —             | —               | —             |
| 2002  | —                | —                | —                        | —                        | 1/4 de finale   | X. Malisse    | 1er tour (1/64) | J. Novák      |
| 2003  | 2e tour (1/32)   | R. Schüttler     | —                        | —                        | —               | —             | —               | —             |

N.B. : à droite du résultat se trouve le nom de l'ultime adversaire.

### En double
| Année | Open d'Australie           | Open d'Australie           | Internationaux de France  | Internationaux de France | Wimbledon               | Wimbledon          | US Open                      | US Open                 |
| ----- | -------------------------- | -------------------------- | ------------------------- | ------------------------ | ----------------------- | ------------------ | ---------------------------- | ----------------------- |
| 1991  | 2e tour (1/16) C. Suk      | R. Leach J. Pugh           | 1/8 de finale M. Schapers | R. Leach J. Pugh         | 2e tour (1/16) D. Vacek | K. Flach R. Seguso | —                            | —                       |
| 1992  | 1/2 finale J. Siemerink    | T. Woodbridge M. Woodforde | —                         | —                        | —                       | —                  | —                            | —                       |
| 1993  | 1/8 de finale O. Camporese | S. Cannon S. Melville      | —                         | —                        | —                       | —                  | —                            | —                       |
| 1994  | —                          | —                          | —                         | —                        | —                       | —                  | —                            | —                       |
| 1995  | —                          | —                          | —                         | —                        | —                       | —                  | 1er tour (1/32) J. Siemerink | J. Leach B. Hansen-Dent |
| 1996  | —                          | —                          | 2e tour (1/16) M. Oosting | S. Lareau A. O'Brien     | —                       | —                  | —                            | —                       |

N.B. : le nom du ou de la partenaire se trouve sous le résultat ; le nom des ultimes adversaires se trouve à droite.

## Parcours dans lesMasters 1000
| Année | Indian Wells             | Miami                    | Monte-Carlo               | Rome                        | Hambourg                    | Canada                    | Cincinnati                | Stockholm puis Essen puis Stuttgart puis Madrid | Paris                       |
| ----- | ------------------------ | ------------------------ | ------------------------- | --------------------------- | --------------------------- | ------------------------- | ------------------------- | ----------------------------------------------- | --------------------------- |
| 1991  | —                        | 1er tour P. Korda        | —                         | 1er tour S. Pescosolido     | —                           | —                         | —                         | —                                               | 1er tour J. Svensson        |
| 1992  | 1/8 de finale M. Chang   | 1/4 de finale A. Mancini | 1er tour M. Rosset        | 1er tour C.-U. Steeb        | 1/4 de finale M. Stich      | —                         | 1/8 de finale P. Korda    | —                                               | 1/8 de finale G. Ivanišević |
| 1993  | —                        | 1/4 de finale P. Sampras | 1/8 de finale A. Medvedev | 1er tour Pérez-Roldán       | 1/4 de finale E. Sánchez    | —                         | 2e tour S. Bryan          | —                                               | 2e tour J. Palmer           |
| 1994  | —                        | —                        | 2e tour A. Gaudenzi       | 1/8 de finale G. Ivanišević | 1/4 de finale I. Kafelnikov | —                         | 1er tour P. Korda         | 2e tour A. Gaudenzi                             | 1/8 de finale P. Sampras    |
| 1995  | —                        | 2e tour P. Kilderry      | 1/4 de finale Bo. Becker  | —                           | 1/8 de finale S. Bruguera   | 2e tour B. Steven         | 1er tour G. Rusedski      | 1/4 de finale A. Boetsch                        | 1/4 de finale Bo. Becker    |
| 1996  | —                        | 1/8 de finale V. Spadea  | 1/8 de finale S. Schalken | Finale T. Muster            | 1/8 de finale W. Ferreira   | —                         | 1/8 de finale T. Enqvist  | 1/8 de finale M. Ríos                           | 2e tour A. Berasategui      |
| 1997  | —                        | 1/8 de finale J. Courier | 1/4 de finale C. Moyà     | 2e tour M.-K. Goellner      | 2e tour A. Medvedev         | 1/4 de finale M. Chang    | 2e tour M. Damm           | Finale P. Korda                                 | 1/4 de finale J. Björkman   |
| 1998  | —                        | —                        | 1/2 finale C. Moyà        | 1/4 de finale M. Ríos       | 1/8 de finale F. Santoro    | Finale P. Rafter          | 1/8 de finale V. Spadea   | Victoire I. Kafelnikov                          | 2e tour M. Rosset           |
| 1999  | 1/4 de finale G. Kuerten | Victoire S. Grosjean     | —                         | 2e tour N. Kiefer           | 2e tour H. Arazi            | 2e tour S. Lareau         | 1/4 de finale P. Sampras  | Finale T. Enqvist                               | 2e tour Philippoussis       |
| 2000  | —                        | —                        | 1/8 de finale A. Costa    | 1er tour M. Zabaleta        | —                           | 1/8 de finale W. Ferreira | 1er tour I. Kafelnikov    | 2e tour L. Hewitt                               | —                           |
| 2001  | —                        | —                        | —                         | —                           | —                           | —                         | —                         | —                                               | —                           |
| 2002  | —                        | —                        | —                         | —                           | —                           | 1er tour J. Nieminen      | 1/8 de finale F. González | —                                               | —                           |
| 2003  | 1er tour A. Costa        | 1er tour T. Dent         | —                         | —                           | —                           | —                         | —                         | —                                               | —                           |

N.B. : sous le résultat se trouve le nom de l’ultime adversaire.